# اندیس آنومالی جنوب برقبال
آنومالی جنوب برقبال یک اندیس فلزی است که در حوالی شهر سبزوار استان خراسان قرار دارد و مادهٔ معدنی موجود در آن، طلا است.سنگ میزبان این اندیس سنگ‌های ولکانیکی، ریولیت، تراکیت و بازالت‌های جوان است و دیرینگی آن به دوران ائوتا کواترنری می‌رسد. در این اندیس، پاراژنز‌های طلا و نقره یافت می‌شوند.